# Holzspielzeugmacher
Der Holzspielzeugmacher ist ein staatlich anerkannter Ausbildungsberuf nach dem deutschen Berufsbildungsgesetz und der deutschen Handwerksordnung. Er wurde nach der Wiedervereinigung Deutschlands in Seiffen als Nachfolge der in der DDR möglichen Ausbildung zum Facharbeiter für Holzspielzeug entwickelt.

## Ausbildungsdauer und Struktur
Die Ausbildungsdauer zum Holzspielzeugmacher beträgt in der Regel drei Jahre. Die Ausbildung erfolgt an den Lernorten Betrieb und Berufsschule.

## Arbeitsgebiete
Holzspielzeugmacher stellen Holzspielzeug sowie Kunsthandwerk aus Holz her. Der Schwerpunkt der Ausbildungsverhältnisse befindet sich im Erzgebirge, dort wird Erzgebirgische Volkskunst hergestellt.
Holzspielzeugmacher entwerfen und gestalten ihre Produkte, bedienen Holzbearbeitungsmaschinen und führen Dreharbeiten in Lang- und Querholz durch. Sie schnitzen Figuren, beschichten Oberflächen und bemalen und schmücken Holzerzeugnisse.

## Berufsschule
In Deutschland gibt es eine einzige Berufsschule, das Berufliche Schulzentrum für Technik in Zschopau mit seiner Außenstelle, der Holzspielzeugmacher- und Drechslerschule in Seiffen.

## Verwandte Berufe
- Biologiemodellmacher
- Spielzeughersteller